# دانشگاه ویلامت
دانشگاه ویلامت (به انگلیسی: Willamette University) از دانشگاه‌های آمریکا و در شهر سیلم از ایالت اورگن واقع است.

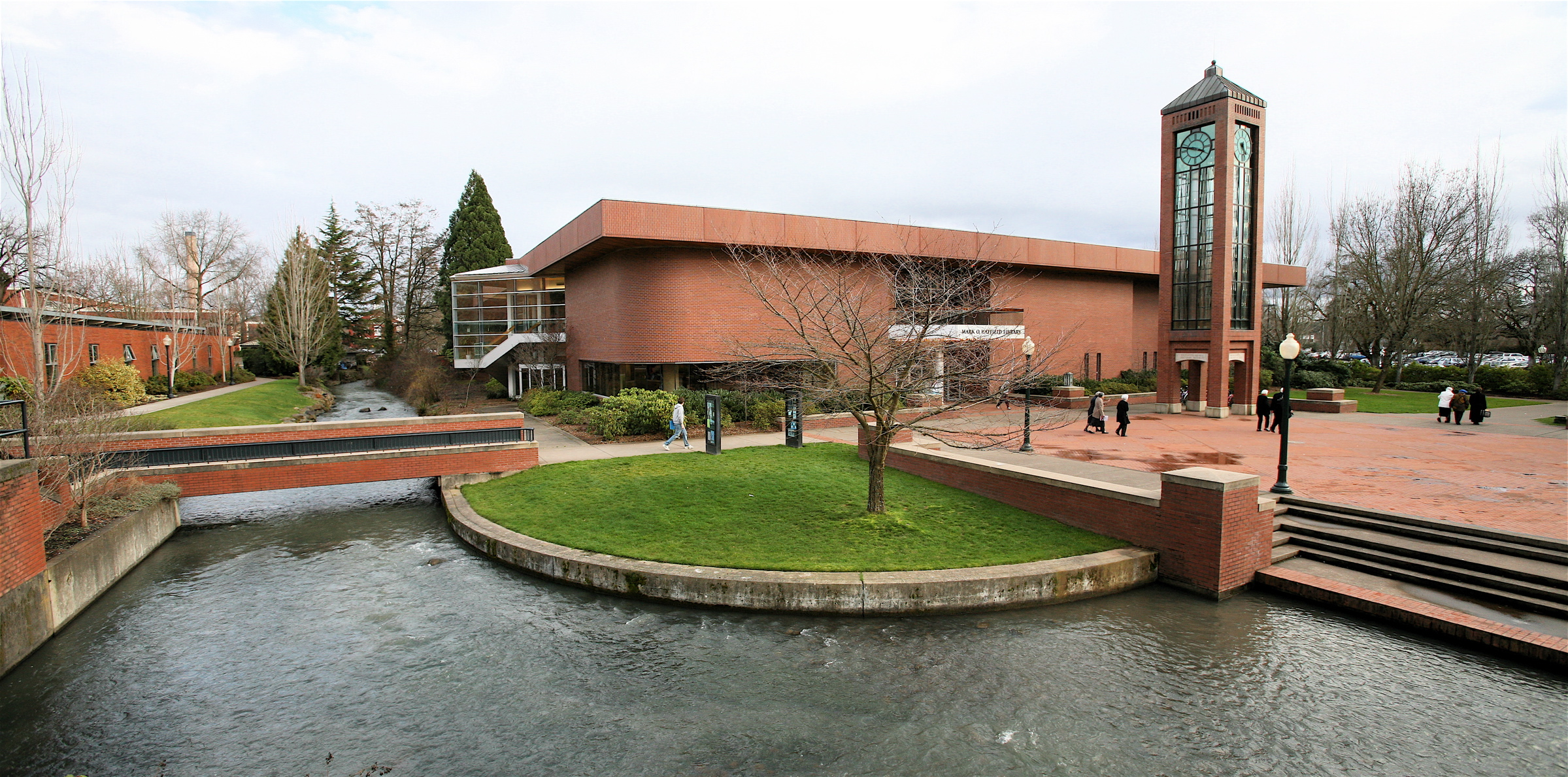
کتابخانه مارک هتفیلد